# Tufão Bopha (2012)
O Tufão Bopha (designação internacional: 1224, designação JTWC: 26W, designação PAGASA: Pablo) foi um ciclone tropical extremamente mortal e que se formou invulgarmente perto do equador. É o mais forte ciclone tropical que alguma vez atingiu a ilha sul filipina de Mindanao, e foi considerado um ciclone tropical de categoria 5, atingindo ventos de 260 km/h..[carece de fontes?]